# Watercolors
| 전문가 평가                          | 전문가 평가 |
| 평가 점수                            | 평가 점수   |
| 출처                                 | 점수        |
| ------------------------------------ | ----------- |
| AllMusic                             | [ 1 ]       |
| The Rolling Stone Jazz Record Guide  | [ 2 ]       |
| Virgin Encyclopedia of Jazz          | [ 3 ]       |
| The Penguin Guide to Jazz Recordings | [ 4 ]       |

《Watercolors》는 1977년 ECM 레코드에서 발매된 미국의 재즈 기타리스트 팻 메스니의 두 번째 스튜디오 음반이다.

## 반응
올뮤직 리뷰의 리처드 S. 지넬는 이 음반에 별 4개를 수여하고 "짐 홀, 조지 벤슨, 제리 가르시아, 그리고 다양한 컨트리 기타리스트들과 같이 이질적인 영향의 메스니의 부드러운 초점과 비대칭적인 기타 스타일은 이 이른 시기에도 꽤 독특합니다. 메스니는 키보디스트 라일 메이스와의 오랜 파트너십도 여기서 시작되는데, 메이스는 주로 어쿠스틱 피아노를 사용하지만 약간의 신시사이저 세척도 제공합니다."라고 말했다.

## 곡 목록
모든 곡들은 팻 메스니에 의해 작곡하였다.
| #  | 제목            | 재생 시간 |
| -- | --------------- | --------- |
| 1. | 〈Watercolors〉 | 6:28      |
| 2. | 〈Icefire〉     | 6:07      |
| 3. | 〈Oasis〉       | 4:02      |
| 4. | 〈Lakes〉       | 4:43      |

| #  | 제목                                  | 재생 시간 |
| -- | ------------------------------------- | --------- |
| 1. | 〈River Quay〉                        | 4:56      |
| 2. | 〈Suite: I. Florida Greeting Song〉   | 2:30      |
| 3. | 〈Suite: II. Legend of the Fountain〉 | 2:28      |
| 4. | 〈Sea Song〉                          | 10:18     |